# 拉欣卡农村居民点
拉欣卡农村居民点（俄语：Рахинское сельское поселение）是俄罗斯联邦伏尔加格勒州中阿赫图巴区所属的一个农村居民点。其下辖有2个居民点，行政中心为拉欣卡。据2016年统计，该农村居民点的人口为2369人。